# Gnadochaeta globosa
Gnadochaeta globosa là một loài ruồi trong họ Tachinidae.